# Paso de Hidalgo
Paso de Hidalgo, también conocida como Paso de Álamos, es una localidad mexicana ubicada en el estado de Michoacán, dentro del municipio de Briseñas.

## Geografía
Paso de Hidalgo se localiza en el noreste del municipio de Briseñas, en la frontera con el estado de Jalisco, donde hace conurbación con La Barca. Se encuentra a 1532 m s. n. m. y cubre un área de 1.41 km².

## Demografía
De acuerdo con el censo de 2020, la localidad tenía un total de 4105 habitantes, de los cuales 2099 eran mujeres y 2006, hombres.
Había 1195 viviendas, 996 habitadas. El promedio de ocupantes por vivienda era de 4.12, mientras que por habitación era 1.2.
| Gráfica de evolución demográfica de Paso de Hidalgo entre 1900 y 2020 |
|                                                                       |
| Fuente: Instituto Nacional de Estadística y Geografía.                |